# Margherita di Huntingdon
Margherita di Huntingdon, o di Scozia; in inglese Margaret of Huntingdon (1144 circa – 1201), discendente della famiglia reale scozzese (casato dei Dunkeld), fu prima duchessa consorte di Bretagna e contessa consorte di Richmond, dal 1160 al 1166, e poi, contessa consorte di Hereford, dal 1171 al 1181.

## Origine
Era figlia del conte di Northumbria e di Huntingdon, Enrico di Scozia, e di Ada de Warenne (secondo l'abate e storico normanno, del XII secolo, priore dell'abbazia di Bec e sedicesimo abate di Mont-Saint-Michel, Robert de Torigny, Guglielmo I di Scozia era figlio di Enrico di Scozia e di Ada de Warenne e, sia secondo la Genealogia Comitum Richemundiæ post conquestum Angliæ, sia secondo The Chronicle of the reigns of Henry II and Richard I 1169-1192, Margherita era la sorella di Guglielmo I).
Sempre secondo Robert de Torigny, la madre, Ada de Warenne, era figlia di Guglielmo II di Varenne ( † 1138), e di Elisabetta di Vermandois, che, secondo la Genealogiæ Scriptoris Fusniacensis, era a sua volta figlia di Ugo di Francia detto il grande e della contessa di Vermandois, Adelaide.
Enrico di Scozia, ancora secondo Robert de Torigny, era il figlio del re di Scozia, Davide I e di Maud di Northumbria, a sua volta figlia di Waltheof, conte di Northumbria e di Huntingdon, (decapitato nel 1075) e della moglie, Judith di Lens.

## Biografia
Margherita, nel 1160, fu data in moglie al conte di Richmond, duca di Bretagna e conte di Tréguier e di Guingamp, Conan IV. Questi, secondo la Chronica sancti Sergii Andegavensis, era figlio del primo conte di Richmond, Alano III (il Nero) e di Berta di Bretagna, a sua volta, secondo l'Ex Chronico Britannico Altero, figlia del duca di Bretagna, conte di Rennes e conte di Nantes, Conan III e della moglie (come attesta il monaco e cronista inglese, vissuto tra l'XI e il XII secolo, Orderico Vitale), Matilde FitzRoy ( † dopo il 1128), figlia illegittima del re d'Inghilterra e duca di Normandia, Enrico I Beauclerc.
Nel 1158, alla morte di Goffredo VI d'Angiò conte di Nantes, del Maine e d'Angiò, Conan IV era entrato in aperto conflitto con il fratello del defunto, il re d'Inghilterra e duca di Normandia, Enrico II, cugino di Margherita, per il possesso della contea di Nantes, che faceva parte del ducato di Bretagna, della quale si era impadronito, riunendo tutta la Bretagna sotto il suo controllo. Enrico II gli revocò il titolo di conte di Richmond e la sua eredità paterna, che poi gli restituì dopo la riappacificazione nel settembre dello stesso anno. Il matrimonio tra Conan IV e Margherita fu molto probabilmente concordato con Enrico II per consolidare questa rappacificazione.
Enrico II continuò a promuovere segretamente ribellioni nel ducato di Bretagna, sino a che, nel 1168, secondo il monaco benedettino, inglese, del XIII secolo, Matteo di Parigi, Conan cedette, e dichiarò erede la sua unica figlia, Constanza, di circa sette anni e acconsentì al matrimonio (fidanzamento) di Costanza con il figlio di Enrico II, Goffredo, di circa dieci anni; la decisione fu ben accolta in tutta la Bretagna.
Dopo il matrimonio e prima del 1169, Conan, la moglie Margherita e la sorella Costanza, confermarono una donazione all'abbazia di Saint-Georges de Rennes.
Margherita rimase vedova in seguito alla morte di Conan nel 1169 (secondo la Chronica sancti Sergii Andegavensis), o nel 1171 (secondo Robert de Torigny, secondo l'Ex Chronico Britannico Altero, secondo l'Ex Chronico Kemperlegiensis, che precisa anche il giorno (20 febbraio) e ancora secondo l'Ex Chronico Ruyensis Cœnobii) o ancora nel 1170, secondo la Genealogia Comitum Richemundiæ post conquestum Angliæ, che ci informa inoltre che fu sepolto nel monastero di Bégard.
A Conan succedette la figlia Costanza, ma di fatto al governo del ducato ci fu il fidanzato, Goffredo, sotto la reggenza di Guglielmo Hammon.
Secondo un documento riportato nel Dugdale Monasticon VI (non consultato) Margherita, nel 1171, si risposò, in seconde nozze, con Humphrey III de Bohun ( † 1181), erede della contea di Hereford, che governava per conto della madre, Margherita di Hereford.
Margherita poi si sposò in terze nozze con Guglielmo FitzPatrick di Hertburn o di Washington.
Come viene riportato dagli Annales de Burton Margherita, ricordata come madre di Constanza, sorella di Guglielmo, re di Scozia e madre del conte, Enrico (Eodem anno obiit Margareta mater prædictæ Constantiæ, A.D. 1201, soror Willelmi regis Scotiæ, mater Henrici de Boum, comitis Herefordiæ) morì nel 1201.

## Figli
Margherita a Conan diede almeno due figli:
- Constanza[26](1161 - 1201 ), Duchessa di Bretagna e Contessa di Richmond;
- Guglielmo, († dopo del 1199-1201)[27];
- almeno due figli morti durante l'infanzia[28].

Al secondo marito, Humphrey, invece diede un figlio e una figlia:
- Enrico (1199-1220), conte di Hereford, secondo un documento riportato nel Dugdale Monasticon VI[21] (non consultato)[29];
- Matilda di Bohun († dopo del 1184/85)[31].

Margherita avrebbe avuto forse un'altra figlia con Humphrey o Conan:
- Margherita († prima del 1195).

Al terzo marito, Guglielmo, diede tre figli:
- Walter di Washington
- William di Washington
- Marjory

## Nella cultura
Margherita di Huntingdon è un personnagio secondario del romanzo Devil’s Brood (2008) di Sharon Kay Penaman.

## Ascendenza
|                                          |                                        |                                | Genitori                     |  |  | Nonni |  |  | Bisnonni              |  |  | Trisnonni          |  |
|                                          |                                        |                                |                              |  |  |       |  |  | Malcolm III di Scozia |  |  | Duncan I di Scozia |  |
|                                          |                                        |                                |                              |  |  |       |  |  | Malcolm III di Scozia |  |  | Duncan I di Scozia |  |
|                                          |                                        | Suthen                         |                              |  |  |       |  |  | Malcolm III di Scozia |  |  |                    |  |
| Davide I di Scozia                       |                                        |                                |                              |  |  |       |  |  | Malcolm III di Scozia |  |  |                    |  |
|                                          |                                        | Margaret di Scozia             | Edoardo l'esiliato           |  |  |       |  |  |                       |  |  |                    |  |
|                                          |                                        | Margaret di Scozia             | Edoardo l'esiliato           |  |  |       |  |  |                       |  |  |                    |  |
|                                          |                                        | Margaret di Scozia             | Agata di Kiev                |  |  |       |  |  |                       |  |  |                    |  |
| Enrico di Scozia                         |                                        | Margaret di Scozia             |                              |  |  |       |  |  |                       |  |  |                    |  |
|                                          |                                        | Waltheof, conte di Northumbria | Siward, conte di Northumbria |  |  |       |  |  |                       |  |  |                    |  |
|                                          |                                        | Waltheof, conte di Northumbria | Siward, conte di Northumbria |  |  |       |  |  |                       |  |  |                    |  |
|                                          |                                        | Waltheof, conte di Northumbria | Aelfflaed di Bernicia        |  |  |       |  |  |                       |  |  |                    |  |
| Maud di Northumbria                      |                                        | Waltheof, conte di Northumbria |                              |  |  |       |  |  |                       |  |  |                    |  |
|                                          |                                        | Judith di Lens                 | Lambert II, Conte di Lens    |  |  |       |  |  |                       |  |  |                    |  |
|                                          |                                        | Judith di Lens                 | Lambert II, Conte di Lens    |  |  |       |  |  |                       |  |  |                    |  |
|                                          |                                        | Judith di Lens                 | Adelaide di Normandia        |  |  |       |  |  |                       |  |  |                    |  |
| Margherita di Huntingdon                 |                                        | Judith di Lens                 |                              |  |  |       |  |  |                       |  |  |                    |  |
|                                          | William de Warenne, I conte del Surrey | Rodulf II de Warenne           |                              |  |  |       |  |  |                       |  |  |                    |  |
|                                          | William de Warenne, I conte del Surrey | Rodulf II de Warenne           |                              |  |  |       |  |  |                       |  |  |                    |  |
|                                          | William de Warenne, I conte del Surrey | Emma                           |                              |  |  |       |  |  |                       |  |  |                    |  |
| Guglielmo di Warenne, II conte di Surrey | William de Warenne, I conte del Surrey |                                |                              |  |  |       |  |  |                       |  |  |                    |  |
|                                          |                                        | Gundred, contessa del Surrey   | …                            |  |  |       |  |  |                       |  |  |                    |  |
|                                          |                                        | Gundred, contessa del Surrey   | …                            |  |  |       |  |  |                       |  |  |                    |  |
|                                          |                                        | Gundred, contessa del Surrey   | …                            |  |  |       |  |  |                       |  |  |                    |  |
| Ada de Warenne                           |                                        | Gundred, contessa del Surrey   |                              |  |  |       |  |  |                       |  |  |                    |  |
|                                          |                                        | Ugo I di Vermandois            | Enrico I di Francia          |  |  |       |  |  |                       |  |  |                    |  |
|                                          |                                        | Ugo I di Vermandois            | Enrico I di Francia          |  |  |       |  |  |                       |  |  |                    |  |
|                                          |                                        | Ugo I di Vermandois            | Anna di Kiev                 |  |  |       |  |  |                       |  |  |                    |  |
| Elisabetta di Vermandois                 |                                        | Ugo I di Vermandois            |                              |  |  |       |  |  |                       |  |  |                    |  |
|                                          |                                        | Adelaide di Vermandois         | Erberto IV di Vermandois     |  |  |       |  |  |                       |  |  |                    |  |
|                                          |                                        | Adelaide di Vermandois         | Erberto IV di Vermandois     |  |  |       |  |  |                       |  |  |                    |  |
|                                          |                                        | Adelaide di Vermandois         | Adele di Valois              |  |  |       |  |  |                       |  |  |                    |  |
|                                          |                                        | Adelaide di Vermandois         |                              |  |  |       |  |  |                       |  |  |                    |  |

### Fonti primarie
- (LA)  Chroniques des Eglises d´Anjou.
- (LA)  Chronique de Robert de Torigni, abbé du Mont-Saint-Michel, tome II.
- (LA)  Chronique de Robert de Torigni, abbé du Mont-Saint-Michel, tome I.
- (LA)  Matthæi Parisiensis, Monachi Sancti Albani, Chronica Majora, Vol. II 1067-1216.
- (LA)  The Chronicle of the reigns of Henry II and Richard I 1169-1192.
- (LA)  Annales Monastici Vol. I.
- (LA)  Monumenta Germaniae Historica, Scriptores, tomus XXIII.
- (LA)  Cartulaire de l'abbaye de Saint-Georges de Rennes.
- (LA)  Ordericus Vitalis, Historia Ecclesiastica, vol. II.
- (LA)  Rerum Gallicarum et Francicarum Scriptores, tomus XII.

### Letteratura storiografica
- Louis Halphen, "La Francia dell'XI secolo", cap. XXIV, vol. II (L'espansione islamica e la nascita dell'Europa feudale) della Storia del Mondo Medievale, 1999, pp. 770–806.
- William John Corbett, "L'evoluzione del ducato di Normandia e la conquista normanna dell'Inghilterra", cap. I, vol. VI (Declino dell'impero e del papato e sviluppo degli stati nazionali) della Storia del Mondo Medievale, 1999, pp. 5–55.
- William John Corbett, "Inghilterra 1087 - 1154", cap. II, vol. VI (Declino dell'impero e del papato e sviluppo degli stati nazionali) della Storia del Mondo Medievale, 1999, pp. 56–98.